# Genmutation
Eine Genmutation ist eine Veränderung des Erbgutes (Mutation) in nur einem Gen. Hat sie schädliche Auswirkungen auf den Organismus, wird sie auch als Gendefekt bezeichnet. Sind dagegen von der Veränderung größere Abschnitte eines Chromosoms betroffen, handelt es sich nicht um eine Genmutation, sondern um eine strukturelle Chromosomenaberration.

## Beschreibung
Die Mutation kann unterschiedlich große Abschnitte eines Gens betreffen. Eine Genmutation liegt schon vor, wenn in der DNA nur eine  Base verändert (Punktmutation), entfernt oder hinzugefügt (mögliche Rastermutation) wird. Sie ist die häufigste und wichtigste Art der Mutationen und tritt zufällig auf. Sie wird entweder durch eine fehlerhafte Replikation der DNA ausgelöst, oder ein Mutagen verursacht einen Basenaustausch im Erbgut. Meist entstehen Mutationen mit rezessiver Wirkung. Die Genmutation kann ohne Auswirkungen für den Träger, nachteilig, manchmal tödlich (letal) oder auch vorteilhaft sein.
Die Frage ob es zulässig sei, erblich bedingte Genmutationen durch eine Kombination von künstlicher Befruchtung und Pränataldiagnostik zu vermeiden, wird international kontrovers diskutiert. Antidiskriminierungsgesetze schützen meist nur Personen, die bereits geboren wurden, was bei Embryonen zu einer Grauzone führt, die im Bereich der Medizinethik bzw. der genetischen Diskriminierung verortet werden kann.

## Genmutationsarten
Nach Auftreten unterscheidet man zwei Genmutationsarten:
- gametische Genmutationen
- somatische Genmutationen

Außerdem unterscheidet man folgende Genmutationstypen:
- Punktmutation durch Substitution
- Deletionsmutation durch Deletion
- Insertionsmutation durch Insertion
- Duplikationsmutation durch Duplikation
- Inversionsmutation durch Inversion, allerdings wird die Inversion in der Regel als Chromosomenmutation betrachtet[1]

### Substitution
Bei der Substitution findet ein Austausch einer einzelnen Base gegen eine andere statt. Substitution bezeichnet hier also den Veränderungsvorgang der Punktmutation als einer Variante der Genmutation.
Nach den Basen unterscheidet man zwei Typen der Substitution: 
- Transition: Substitution einer Purin- gegen eine andere Purinbase bzw. einer Pyrimidin- gegen eine andere Pyrimidinbase.
- Transversion: Substitution einer Purin- gegen eine Pyrimidinbase oder umgekehrt.

Eine Punktmutation durch Substitution kann unterschiedliche Auswirkungen haben. Bei einer missense-Mutation entsteht ein Codon, das für eine andere Aminosäure codiert. Bei einer nonsense-Mutation entsteht ein Codon, das für keine der Aminosäuren codiert; es kann als Stopcodon wirken, in Introns auch fehlerhaftes Spleißen bewirken. Eine stumme oder stille Mutation ist dagegen eine, bei der ein Codon entsteht, das für die gleiche Aminosäure codiert. Dies ist durchaus möglich, da es für viele Aminosäuren mehrere Codierungsmöglichkeiten gibt (siehe genetischer Code). Einer stillen Mutation ähnlich ist die neutrale Mutation, bei der das neu entstandene Codon zwar eine andere Aminosäure codiert, doch eine, welche der ursprünglichen Aminosäure chemisch sehr ähnlich ist. Entsteht beispielsweise mit Transversion von C→A bei einer (missense-)Mutation aus CUU das Codon AUU, so wird anstelle von Leucin die Aminosäure Isoleucin codiert, die aber chemisch so ähnlich ist, dass die Wirkungsweise des gebildeten Proteins u. U. unbeeinträchtigt bleibt.

### Deletion
Unter Deletion versteht man bei der Genmutation den Verlust einer oder mehrerer Basen. Eine Deletion kann zu einer Verschiebung des Leserasters führen (Frameshift).
Man kann zwei Typen der Deletion unterscheiden:
- out of frame-Deletion: Das Leseraster wird verschoben. Es entsteht ein verändertes Protein, ab der Deletionsstelle.
- in frame-Deletion: Das Leseraster bleibt erhalten. Es entsteht ein verändertes Protein mit deletierten Aminosäuren.

Das Leseraster kann beibehalten werden, wenn die Deletion von Basenpaaren eine Anzahl enthält, die durch drei teilbar ist. Werden zum Beispiel sechs Basenpaare in Folge deletiert, so fehlen dann auch zwei Aminosäuren im Protein (was ein defektes Protein zur Folge haben kann, nicht muss), jedoch ist das Leseraster erhalten geblieben.

### Insertion bzw. Addition
Hierunter versteht man bei der Genmutation den Einbau von Sequenzen in die DNA. Auch dies kann zu einer Leserasterverschiebung (Frameshift) führen, soweit nicht Tripletts eingebaut werden.

### Duplikation
Duplikationen entstehen bei der Chromosomenmutation zum Beispiel durch ungleiches crossing over entweder zwischen homologen Chromosomen oder zwischen Schwesterchromatiden. Sie werden auch Genduplikationen genannt.
Man unterscheidet zwei Genduplikationsarten:
- partielle (teilweise) Genduplikationen, dazu zählen auch Mikroduplikationen wie das Mikroduplikationssyndrom 17p11.2
- vollständige Genduplikationen

## Beispiele
Ein bekanntes Beispiel für eine Genmutation ist die Sichelzellanämie. Die Betroffenen bilden ein abnormes Hämoglobin und die veränderten roten Blutkörperchen werden von Leukozyten aufgelöst, was zu Blutarmut führt. Es gibt zwei Varianten:
- Homozygot (reinerbig): Schwere Blutarmut mit Todesfolge, Betroffene zeugen zumeist keine fertilen Nachkommen
- Heterozygot (mischerbig): Malariaresistent, nur in großer Höhe werden rote Blutkörperchen angegriffen

Andere Beispiele sind:
- Rot-Grün-Blindheit
- Bluterkrankheit